# 柏蘭
柏蘭（英語：Pran，1920年2月12日—2013年7月12日），全名：Pran Krishan Sikand，印度著名資深電影演員，曾贏得多個電影獎項，以從1940年代至90年代在寶里活演大奸角而著名。他從1940-47年曾演英雄角色，在1942-91年演大奸角，而在1948-2007年則擔任配角。他一生曾拍攝超過350部電影。2013年7月12日於Lilavati醫院病逝，終年93歲。他演出的奸角深入民心，更令印度的父母不敢為子女改名為柏蘭。